# Olympische Sommerspiele 2012/Rudern – Zweier ohne Steuermann
Der Ruderwettbewerb im Zweier ohne Steuermann bei den Olympischen Spielen 2012 in London wurde vom 28. Juli bis zum 3. August 2012 auf dem Dorney Lake ausgetragen. 26 Athleten in 13 Booten traten an. 
Die Ruderregatta, die über 2000 Meter ausgetragen wurde, begann mit drei Vorläufen. Die ersten drei zogen ins Halbfinale ein, die restlichen starteten im Hoffnungslauf. Dort konnten sich die drei ersten Boote für das Halbfinale qualifizieren.
In den zwei Halbfinals qualifizierten sich die ersten Drei für das Finale A, die übrigen Boote für das Finale B zur Ermittlung der Plätze 7 bis 12.
Die jeweils qualifizierten Ruderer sind hellgrün unterlegt.

## Titelträger
| Olympiasieger | Australien Besatzung: Drew Ginn, Duncan Free   | Peking 2008 |
| Weltmeister   | Neuseeland Besatzung: Eric Murray, Hamish Bond | Bled 2011   |

## Vorläufe
28. Juli 2012

### Vorlauf 1
| Platz | Boot       | Besatzung                         | Zeit (min) |
| ----- | ---------- | --------------------------------- | ---------- |
| 1     | Neuseeland | Eric Murray Hamish Bond           | 6:08,50    |
| 2     | Frankreich | Germain Chardin Dorian Mortelette | 6:17,22    |
| 3     | Polen      | Wojciech Gutorski Jarosław Godek  | 6:19,98    |
| 4     | Serbien    | Nenad Beđik Nikola Stojić         | 6:23,87    |
| 5     | Ungarn     | Domonkos Széll Béla Simon         | 6:46,18    |

### Vorlauf 2
| Platz | Boot               | Besatzung                     | Zeit (min) |
| ----- | ------------------ | ----------------------------- | ---------- |
| 1     | Kanada             | David Calder Scott Frandsen   | 6:23,80    |
| 2     | Australien         | James Marburg Brodie Buckland | 6:24,83    |
| 3     | Niederlande        | Nanne Sluis Meindert Klem     | 6:25,59    |
| 4     | Vereinigte Staaten | Thomas Peszek Silas Stafford  | 6:26,59    |

### Vorlauf 3
| Platz | Boot           | Besatzung                                | Zeit (min) |
| ----- | -------------- | ---------------------------------------- | ---------- |
| 1     | Großbritannien | George Nash William Satch                | 6:16,58    |
| 2     | Italien        | Niccolò Mornati Lorenzo Carboncini       | 6:18,33    |
| 3     | Griechenland   | Nikolaos Gountoulas Apostolos Gountoulas | 6:21,46    |
| 4     | Deutschland    | Anton Braun Felix Drahotta               | 6:30,42    |

## Hoffnungslauf
30. Juli 2012
| Platz | Boot               | Besatzung                    | Zeit (min) |
| ----- | ------------------ | ---------------------------- | ---------- |
| 1     | Deutschland        | Anton Braun Felix Drahotta   | 6:22,76    |
| 2     | Serbien            | Nenad Beđik Nikola Stojić    | 6:26,61    |
| 3     | Vereinigte Staaten | Thomas Peszek Silas Stafford | 6:27,41    |
| 4     | Ungarn             | Domonkos Széll Béla Simon    | 6:27,88    |

## Halbfinale
1. August 2012

### Lauf 1
| Platz | Boot               | Besatzung                          | Zeit (min) |
| ----- | ------------------ | ---------------------------------- | ---------- |
| 1     | Neuseeland         | Eric Murray Hamish Bond            | 6:48,11    |
| 2     | Italien            | Niccolò Mornati Lorenzo Carboncini | 6:55,82    |
| 3     | Kanada             | David Calder Scott Frandsen        | 6:56,47    |
| 4     | Vereinigte Staaten | Thomas Peszek Silas Stafford       | 6:58,58    |
| 5     | Deutschland        | Anton Braun Felix Drahotta         | 7:02,16    |
| 6     | Niederlande        | Nanne Sluis Meindert Klem          | 7:13,77    |

### Lauf 2
| Platz | Boot           | Besatzung                                | Zeit (min) |
| ----- | -------------- | ---------------------------------------- | ---------- |
| 1     | Großbritannien | George Nash William Satch                | 6:56,46    |
| 2     | Frankreich     | Germain Chardin Dorian Mortelette        | 6:58,67    |
| 3     | Australien     | James Marburg Brodie Buckland            | 7:02,12    |
| 4     | Polen          | Wojciech Gutorski Jarosław Godek         | 7:04,58    |
| 5     | Griechenland   | Nikolaos Gountoulas Apostolos Gountoulas | 7:07,15    |
| 6     | Serbien        | Nenad Beđik Nikola Stojić                | 7:07,78    |

## Finale

### Finale B
3. August 2012, 11:20 Uhr MESZ

Anmerkung: zur Ermittlung der Plätze 7 bis 12
| Platz | Boot               | Besatzung                                | Zeit (min) | Anmerkung                      |
| ----- | ------------------ | ---------------------------------------- | ---------- | ------------------------------ |
| 7     | Deutschland        | Anton Braun Felix Drahotta               | 6:49,93    |                                |
| 8     | Vereinigte Staaten | Thomas Peszek Silas Stafford             | 6:53,30    |                                |
| 9     | Griechenland       | Nikolaos Gountoulas Apostolos Gountoulas | 6:53,69    |                                |
| 10    | Polen              | Wojciech Gutorski Jarosław Godek         | 6:56,00    |                                |
| 11    | Niederlande        | Nanne Sluis Meindert Klem                | 7:07,12    |                                |
| 12    | Serbien            | Nenad Beđik Nikola Stojić                | DNS        |                                |
| 13    | Ungarn             | Domonkos Széll Béla Simon                | –          | im Hoffnungslauf ausgeschieden |

### Finale A
3. August 2012, 12:50 Uhr MESZ

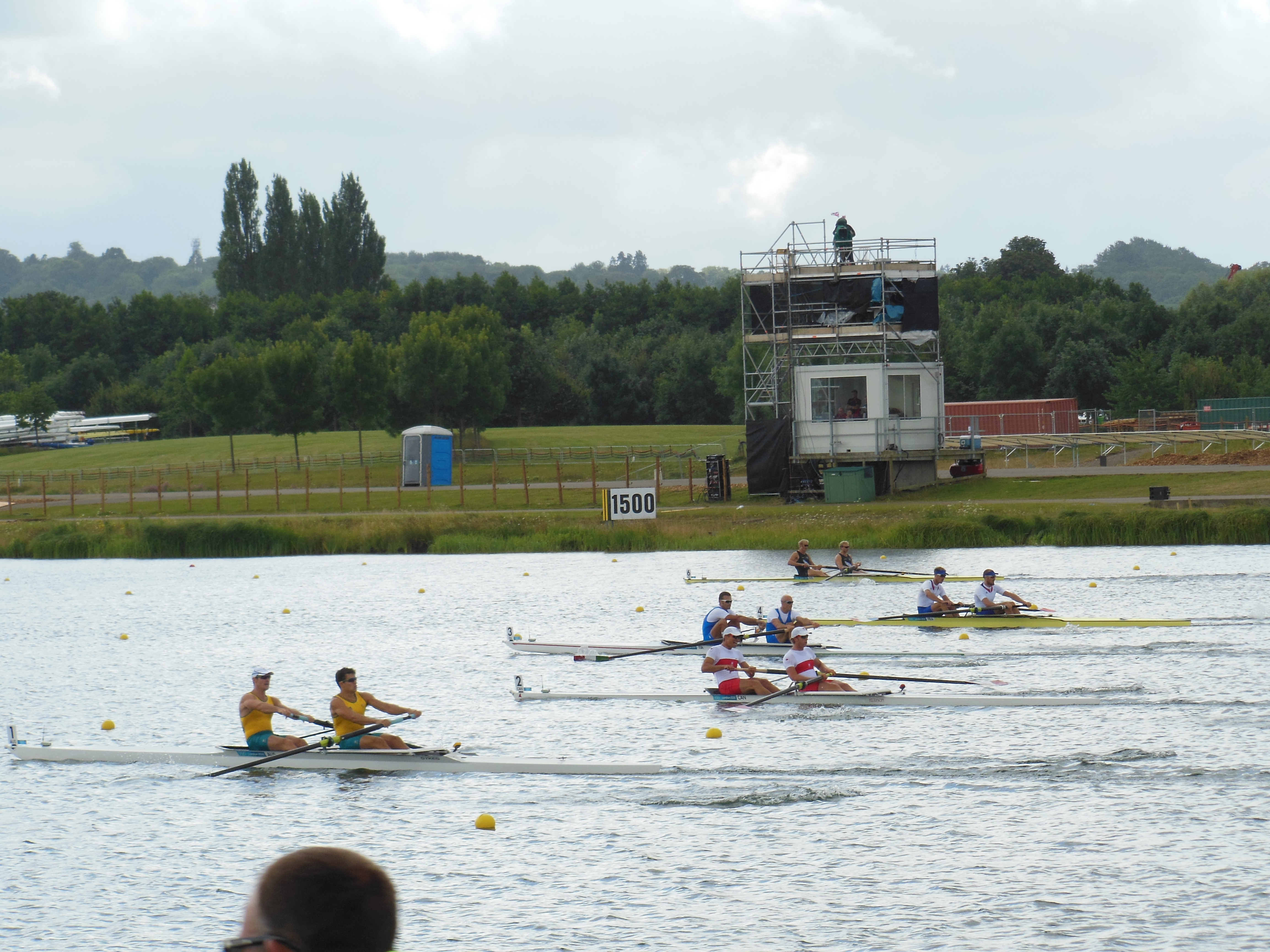
Olympisches Finale 2012

Anmerkung: zur Ermittlung der Plätze 1 bis 6
| Platz | Boot           | Besatzung                          | Zeit (min) |
| ----- | -------------- | ---------------------------------- | ---------- |
| 1     | Neuseeland     | Eric Murray Hamish Bond            | 6:16,65    |
| 2     | Frankreich     | Germain Chardin Dorian Mortelette  | 6:21,11    |
| 3     | Großbritannien | George Nash William Satch          | 6:21,77    |
| 4     | Italien        | Niccolò Mornati Lorenzo Carboncini | 6:26,17    |
| 5     | Australien     | James Marburg Brodie Buckland      | 6:29,28    |
| 6     | Kanada         | David Calder Scott Frandsen        | 6:30,49    |

Eric Murray und Hamish Bond schafften den ersten Olympiasieg eines neuseeländischen Bootes in dieser Bootsklasse.